# Ryda
Ryda är en bebyggelse norr om Borås väster om Viskan i Borås kommun. Från 2015 avgränsar SCB här en småort. Området har till 2015 ingått i tätorten Borås

## Tätorten
1960 avgränsade SCB en tätort med 212 invånare inom Borås stad. 1970 hade orten sammanvuxit med Borås tätort. Vid 2010 års tätortsavgränsning låg området fortfarande inom Borås tätort.